# Copella nigrofasciata
Copella nigrofasciata är en fiskart som först beskrevs av Hermann Meinken 1952.  Copella nigrofasciata ingår i släktet Copella och familjen Lebiasinidae. IUCN kategoriserar arten globalt som livskraftig. Inga underarter finns listade i Catalogue of Life.